# Kirsti Pennanen
Kirsti Pennanen (Heinävesi, 1958) è un'ex atleta ed ex fondista finlandese non vedente, vincitrice di sette medaglie (quattro medaglie d'oro, una d'argento e due di bronzo) alle Paralimpiadi estive  ed invernali tra il 1980 e il 1992, l'atleta finlandese non vedente con il maggior numero di medaglie d'oro paralimpiche vinte..

## Biografia
Nell'aprile 1968 Pennanen ha perso la vista in un incidente, all'età di 10 anni. Dopo l'incidente, Pennanen ha frequentato una scuola per ciechi a Kuopio, e successivamente a Jyväskylä, fino al suo trasferimento a Helsinki nella scuola professionale Eläintarha. In questo periodo, ad alcune alcune studentesse che praticavano lo sport fu chiesto di rappresentare la Finlandia ai Giochi nordici di atletica leggera.

## Carriera

### Atletica leggera
Ad Arnhem, in Olanda, alle Paralimpiadi estive del 1980, Pennanen ha gareggiato nei 800 metri, vincendo il bronzo, la prima medaglia vinta da una finlandese non vedente alle Paralimpiadi estive.

### Sci di fondo
Partecipante alle Paralimpiadi del 1984 a Innsbruck, Pennanen ha conquistato due ori: nei 5 km B1 e 10 km B1.
Due ori anche quattro anni più tardi, sempre a Innsbruck, ai Giochi paralimpici invernali del 1988: nelle gare di 10 km B1 e 3x5 km staffetta B1-3. Oltre alle due medaglie d'oro, per Pennanen è arrivato anche l'argento nei 5 km B1 (sul podio anche l'austriaca Veronika Preining, 1º posto e la russa Valentina Grigoryeva, 3º posto).
Alle Paralimpiadi di Tignes Albertville del 1992, Pennanen ha vinto il bronzo nella gara dei 5 km B1, dietro a Nazarenko e Pavla Valníčková.

## Palmarès

### Paralipiadi estive
- 1 medaglia:
  - 1 bronzo (800 m a Barcellona 1992)

### Paralipiadi invernali
- 6 medaglie:
  - 4 oro (5 km B1 e 10 km B1 a Innsbruck 1984; 10 km B1 e 3x5 km stafetta B1-3 a Innsbruck 1988)
  - 1 argento (5 km B1 a Innsbruck 1988)
  - 1 bronzo (5 km B1 a Tignes 1992)